# 森田一浩
森田 一浩（もりた かずひろ 1952年 - 2021年8月25日）は、日本の作曲家、編曲家。

## 人物・来歴
東京都生まれ。東京芸術大学卒業。編曲を長谷川良夫に師事。
主に吹奏楽編成による楽曲の作曲・編曲を多く手掛け、1985年度全日本吹奏楽コンクール課題曲の「ポップ・ステップ・マーチ」、「ユングフラウへの前奏曲」、「花時計」、「ガリヤルドとフーガ」、「十月のマナ」などで知られる。
1991年から1994年まで日本バンドクリニック委員会委員を勤めた。
また2015年からは全日本吹奏楽コンクール課題曲の選考委員にも選ばれた。2021年8月25日に多発性骨髄腫で死去した。

## 代表作

### 吹奏楽
- ユングフラウへの前奏曲（1990年）
- 十月のマナ（2003年）

### 編曲

#### 吹奏楽用編曲
| 作品タイトル                                                                     | 作曲者                               |
| -------------------------------------------------------------------------------- | ------------------------------------ |
| 楽劇「サロメ」より 7つのヴェールの踊り                                           | リヒャルト・シュトラウス             |
| 楽劇「ニュルンベルクのマイスタージンガー」セレクション                           | リヒャルト・ワーグナー               |
| 歌劇「はかなき人生」セレクション                                                 | マヌエル・デ・ファリャ               |
| 歌劇「ばらの騎士」組曲                                                           | リヒャルト・シュトラウス             |
| 交響組曲「風の谷のナウシカ」3章                                                  | 久石譲                               |
| 交響詩「ティル・オイレンシュピーゲルの愉快ないたずら」作品28                     | リヒャルト・シュトラウス             |
| 交響詩「ローマの祭り」                                                           | オットリーノ・レスピーギ             |
| 交響的印象「教会のステンドグラス」より                                           | オットリーノ・レスピーギ             |
| 《シャコンヌ》 無伴奏ヴァイオリンのためのパルティータ 第2番 二短調 BWV.1004 より | ヨハン・セバスティアン・バッハ       |
| スペイン狂詩曲                                                                   | モーリス・ラヴェル                   |
| 「中国の不思議な役人」組曲                                                       | バルトーク・ベーラ                   |
| トッカータとフーガ 二短調 BWV.565                                                | ヨハン・ゼバスティアン・バッハ       |
| パガニーニの主題による狂詩曲                                                     | セルゲイ・ラフマニノフ               |
| バレエ音楽《サロメの悲劇》より シンフォニック・セレクション                      | フローラン・シュミット               |
| バレエ音楽「青銅の騎士」より                                                     | レインゴリト・グリエール             |
| バレエ音楽「三角帽子」より                                                       | マヌエル・デ・ファリャ               |
| ポルコ・ロッソ 映画「紅の豚」より                                                | 久石譲                               |
| 「魔女の宅急便」セレクション                                                     | 久石譲                               |
| ミシシッピ組曲                                                                   | ファーディ・グローフェ               |
| ミュージカル「レ・ミゼラブル」より                                               | クロード＝ミッシェル・シェーンベルク |

#### アンサンブル用編曲
| 作品タイトル                                   | 作曲者                                   | 編成              |
| ---------------------------------------------- | ---------------------------------------- | ----------------- |
| 「アイネ・クライネ・ナハトムジーク」より 1楽章 | ヴォルフガング・アマデウス・モーツァルト | クラリネット5重奏 |
| チャルダッシュ                                 | ヴィットーリオ・モンティ                 | クラリネット4重奏 |
| トルコ行進曲                                   | ヴォルフガング・アマデウス・モーツァルト | クラリネット8重奏 |
|                                                |                                          |                   |

#### その他
- 東芝ダンス教材シリーズ「サカサッパナシッ国物語」（歌:子門真人・一城みゆ希）作曲・編曲。